# Mehiški val
Mehiški val je leta 1979 ustvaril George Henderson, profesionalni ameriški cheerleader. 
To je navijaška figura, ki ustvarja iluzijo neprekinjenih morskih valov, tako da se gledalci v dvoranah ali stadionih v navpičnih vrstah zaporedno eden za drugim, iz ene strani na drugo s sklenjenem krogu, hitro vstanejo z dviganjem obeh rok visoko v zrak in takoj nazaj na svoj sedeže.
Čeprav to ni mehiška, ampak ameriška pogruntavščina (prvotno je bil imenovan le "Val"), pa je trenutno ime ter globalno prepoznavnost in slavo, torej izven Združenih držav, dobil šele po Svetovno prvenstvo v nogometu 1986 v Mehiki, kjer so ga izvajali in popularizirali. 

## Original in variacije

### 1979: Prvotna izvedba
15. novembra 1979 je pod preprostim imenon "Val", nastal in bil prvič izveden na tekmi lige NHL med Colorado Rockies in Montreal Canadiens, v McNichols Sports Arena v Denverju, Kolorado.
To figuro je Henderson izvajal slabi dve leti, a z manjšim številom ljudi, brez posnetkov.

### 1981: Prvi zabeležen posnetek
15. oktobra 1981, je bil mehiškim val prvič zabeležen tudi na kameri, na bejzbolski tekmi severnoameriške Glavne bejzbolske lige (MLB) med Oakland Athletics in New York Yankees na stadionu Oakland Coliseum, Oakland, Kalifornija. Čeprav so to navijaško figuro izvajali že skoraj dve leti, ni bilo nobenega videodokaza, zato je Henderson tokrat izkoristil priložnost in podprl svoje trditve tako, da je zadevo dal na videokaseto.
31. oktobra 1981, so val izvedli še na tekmi ameriškega nogometa med Univerzo Washington in Univerzo Stanford na stadionu Husky v Seattlu, s čimer so potem nadaljevali do konca sezone. Uradniki iz Washingtona so priznali Hendersonu, da je on prvi izvedel val, kar so videli dva tedna prej na TV, a sami trdijo da so prav oni popularizirali val in ga ponesli po celi Severni Ameriki.

## Globalna prepoznavnost

### 1984: Olimpijski nogometni finale
11. avgusta 1984 je na olimpijskem nogometnem finalu med Brazilijo in Francijo na stadionu Rose Bowl v kalifornijskem mestu Pasadena, je kar 100,000 obiskovalcev izvedlo (mehiški) val in slika te navijaške figure je prvič dosegla mednarodno občinstvo, prvič izven Združenih držav.

### 1986: Svetovno prvenstvo v nogometu (Mehika)
Večina športnih zgodovinarjev se strinja da se je mehiški val po širnem svetu razširil in dosegel globalno prepoznavnost prav med Svetovnim prvenstvom v nogometu 1986 v Mehiki, ki je najbolj zaslužno za popularizacijo po vsem svetu, predvsem izven ZDA. 
Angleško govoreči prebivalci izven Severne Amerike so mu zato takrat nadeli ime "Mehiški val" (prej znan samo kot "val" oz. "The Wave"). 
V Nemčiji, Španiji, Franciji in Italiji mu pravijo »La Ola«, kar v španščini pomeni val. Medtem ko mu v Braziliji in Portugalski pravijo tudi "Onda".

## Galerija
| Frankfurt              | Sydney                      |
| ---------------------- | --------------------------- |
| 200x                   | 260x                        |
| Pokal federacij (2005) | Big Day Out Festival (2013) |